# Liste des abbés de Saint-Sauveur de Redon
Liste des abbés de l'abbaye Saint-Sauveur de Redon

## Liste des abbés
- 832 : Conwoïon
- 868 : Ritcandus
- 871 : Liosic
- 876 : Roenwallon (abbé contesté par la plupart des historiens)
- 877 : Libérius
- 888 : Fulchric
- ???: Ritwaldus
- Vers 895 : Bernard (abbé de Saint-Sauveur de Redon)
- 904 : Hailcobrant
- 910 (ou 913): Catuiant
- 924 : Adémar
- ???: Héroicus
- 992 : Thébaud
- 1009: Maynard II également abbé du Mont-Saint-Michel.
- ???: Trescandus
- 1009 : Catuallon
- ????: Hogonannus
- 1041 : Perrenès
- 1060 : Almodus
- 1084 : Bili
- 1086 : Robert
- 1092 : Justin
- 1108 : Gautier
- 1108-1133 : Hervé
- 1140 : Guillaume
- 1144-1158 : Yves
- 1164-1169 : Silvestre
- 1187 : Vivien
- Jean
- Daniel
- Pierre

Ces trois abbés qui apparaissent dans le livre Les Papes et les Ducs de Bretagne de Barthélemy Pocquet du Haut-Jussé, sont également mentionnés par la Gallia Christiana respectivement comme les XXXe, XXXIe et XXXIIIe abbés 
- Henri de Rioger (XXXIIe abbé selon la Gallia Christiana)
- Robert Bisel (XXXIVe abbé selon la Gallia Christiana)
- 1285-1307 : Jean de Guipry
- 1308-1339 : Olivier de Berno
- 1339-1370 : Jean de Tréal
- 1371-1383 ? : Mathieu le Bar
- 1384-1390 : Guillaume de Trébiguet
- 1396-1403 ? : Raoul de Pontbrient
- 1404 : Jean de Pontbrient
- 1419-1423 : Raoul de Pontbriant[hr 1]
- 1427-1428 : Guillaume Bodard
- 1428-1429 : Simon Chesnel
- 1429-1439 : Guillaume Chesnel
- 1439 : Jean de Sesmaisons
- 1440-1467 : Yves le sénéchal

## L'abbaye passe en «commende»
Liste des abbés commendataires
- Alain IV de Coëtivy 1468-1474
- Odet de la Rivière 1474-1492
- Guillaume Gueguen 1492-1500
- Antoine de Grignaux 1500-1505
- Pierre de Brignac 1506-1514
- Cardinal Louis de Roussy 1515-1519
- Clément Champion 1524-1528
- Giovanni Salviati 1528-1553
- Cardinal Bernardo Salviati 1553-1568
- Paul Hector Scotti 1568-1596
- Arthur d'Espinay 1600-1622
- Armand Jean du Plessis de Richelieu 1622-1642
- César de Choiseul du Plessis-Praslin  1643-1648
- Alexandre de Choiseul du Plessis-Praslin 1648-1652
- César Auguste de Choiseul de Plessis-Praslin 1652-1681
- Emmanuel-Théodose de La Tour d'Auvergne 1681-1692
- Henri Oswald de La Tour d'Auvergne 1692-1740
- Henri-Louis-René des Nos 1740-1790

## Liste des prieurs depuis l'introduction de la réforme de la congrégation de Saint-Maur
Le prieur Claustral assure le gouvernement spirituel de l'Abbaye. Il est assisté d'un sous-prieur.
- Prieur claustral et Vicaire général de la Société de Bretagne, résidant à l'abbaye après le décès de son prédécesseur Dom Charbeaunneau;
- le R. P. Dom François Stample, Vicaire général, Visiteur et Prieur claustral après le décès de Charbonneau (fin 1620), il réside à l'abbaye.
- Dom Thomas Baudry 1628-mort en 1630
- Dom Michel Pirou 1630-1633
- D. Anselme des Rousseaux 1633-1636
- D. Romain Legault 1636-1639
- D. Arsène Moriceau 1639-1642
- D. Benoit Beaurepaire 1642-1645
- D. Fabien Buteux 1645-1648
- D. Dominique Guillard (Huillard ?) 1648-1651
- D. Timothée Bourgeois 1651-1654
- D. Columban Pilon 1654-1657
- D. Ambroise Frégeac 1657-1660
- D. Joachim le Comtat 1660-1663
- D. Victor Maréchal 1663-1669
- D. Jean-Baptiste Godefroy 1669-1672 ? (ou 1671)
- D. Germain Cousin 1672-1675
- D. Gérard Pinet 1675-1681
- D. Laurent Hunault 1681-1684
- D. Pierre Danet 1684-1687
- D. Maur Audren 1687-1693
- D. Henri Fermelis 1693-1699
- D. Innocent Bonnefoy 1699-1702
- D. Antoine Fournel 1702-1705
- D. Magloire de Loz 1705-1708
- D. Jean-Baptiste Guyot 1708-1711
- D. Joseph Aubrée 1711-1714
- D. François Diveu 1714-1720
- D. Altin Jumeau 1720-1723 ? ou 1721 ?
- D. Guillaume Roumain 1723-1726
- D. François Diveu 1726-1729
- D. Claude Patron 1729-1732

Absence de source de 1732 à 1740
- D. Mathurin Lefresne 1740

Absence de source de 1740 à 1747
- D. Henri-Louis-René des Nos 1747
- D. Toussainty Rousset 1762

Absence de source de 1762 à 1783
- D. Cotelle 1783-1788
- D Le Breton 1788-1790